# ONE PIECE THE MOVIE カラクリ城のメカ巨兵
『ONE PIECE THE MOVIE カラクリ城のメカ巨兵』（ワンピース ザ ムービー カラクリじょうのメカきょへい）は、2006年3月4日に公開された日本のアニメーション映画。漫画『ONE PIECE』を原作としたテレビアニメの劇場版第7作。
本作はチョッパー役・大谷育江の体調不良により、伊倉一恵が代役を務めた。
映像ソフトはDVDが2006年7月21日発売。『ONE PIECE』映画化10作を記念してBlu-ray Disc版が2010年1月21日発売。

## ストーリー
麦わらの一味は、難破した海賊船から宝箱を手に入れた。早速中を見てみると、そこには老婆が入っていた。老婆は自分の島の財宝伝説を話し、一行はその「メカ島」へ向かう。

## 登場人物

### 麦わらの一味
モンキー・D・ルフィ
声 - 田中真弓
本作の主人公。麦わらの一味船長。本作では自身の戦闘方法「ギア2」がテレビシリーズに先駆けて偶発的に発動している。
ロロノア・ゾロ
声 - 中井和哉
麦わらの一味戦闘員（剣士）。
ナミ
声 - 岡村明美
麦わらの一味航海士。
ウソップ
声 - 山口勝平
麦わらの一味狙撃手。
サンジ
声 - 平田広明
麦わらの一味コック。
トニートニー・チョッパー
声 - 伊倉一恵（代役）、大谷育江（予告編のみ）
麦わらの一味船医。
ニコ・ロビン
声 - 山口由里子
麦わらの一味考古学者。

### オリジナルキャラクター
ドクター・ラチェット
声 - 稲垣吾郎（特別出演）
メカ島の領主。
ガリガリな容姿で金色の眼鏡（ワイパー機能付きでジャケットの内ポケットにはスペアが用意されている）をかけた青年。かなり神経質な性格で、理知的に物事を捉える傾向がある。防衛システムやロボット等を発明しており、部下のホンキ大佐・マジ将軍からは「天才発明家」と慕われている。ルフィからは「ガリガリメガネ」と呼ばれた。子供の頃から、機械いじりが得意な器用な少年だった。世界征服が子供の頃からの夢。重度のマザコンで、母のローバを「お母ちゃま」と呼んでいる。父親の死後、祖先が眠る聖なる遺跡のことを知らされ、島の正体が巨大なカメであることを知る。しかし、石碑が古くなっていたことでカメの具体的な起こし方がわからず、島に伝わる「ゆらり歌」の研究をするようになるが、頭が固いため謎を解けなかった。
島に上陸しようとしたメリー号にローバがいることを確認すると即座に回収する。自分が解けなかった島の秘密をルフィたちが勘で解いたことを知ると、カメを起こすべくルフィたちを利用するため自分の城に招き、協力を要請し共に洞窟に潜入、ルフィの動物的勘から島カメを起こすのに成功すると、世界征服の実現のため島カメを拘束する。自身が発明した鉄人君28号・鉄人君32号・スーパーゾウガメ君といった様々なロボットでルフィと戦うが、偶発的に発動した「ギア2」でパワーアップしたルフィの「ゴムゴムのJETバズーカ」でロボごとまとめて吹き飛ばされ敗北した。ルフィに倒された後、ローバから尻叩きでお仕置きされた。
マジ将軍
声 - 加藤浩次（特別出演）
ラチェットの部下。
ヤンキーのような恰好と言動でラチェットから度々注意される。防衛システムがゾロに阻まれた後、扇風キングを起動させたが、防衛システムの弓兵が巻き込まれ大破。その際、飛んできた防衛システムの破片がロビンの顔に当たり、顔に小さな傷がついて彼女の怒りを買ってしまい、クラッチで制裁された。城に侵入したルフィたちの迎撃に向かい、誤ってトロッコに乗ったナミとゾロをカラクリバイクで轢き倒そうとするが、ゾロの「龍巻き」を受けて吹き飛ばされ敗北した。
ホンキ大佐
声 - 山本圭壱（特別出演）
ラチェットの部下。
背中に「本気」と書かれた学ランを着ている。口癖は「 - っす」。物覚えが悪く、ラチェットからはたびたび注意されている。戦闘時は上半身・腕が巨大化する。城に侵入したサンジとロビンを襲撃し、パワードスーツを纏いサンジに勝負を挑み、無数の大砲の弾を浴びせたが「羊肉ショット」を受けて吹き飛ばされ敗北した。
ローバ
声 - 京田尚子
ラチェットの母親。
島の正体が巨大カメであることは知らず、研究に没頭する息子のラチェットに頭を悩ませていた。難破していた海賊船で宝箱に入っていたところをルフィたちに拾われた。島に伝わる海の王だけが被ることができる「金の冠」のことを話し、島まで送ってもらった。
権造
声 - 青野武
ローバ・ラチェットに仕える執事。ゴミ捨て場に落とされたルフィたちを救出した。

## 登場したメカ
防衛システム
劇中で最初に登場した弓兵メカ。海岸から無数の矢をゴーイングメリー号に放ったが、ゾロの「三十六煩悩鳳」で全てなぎ払われた。
扇風キング
対帆船専用兵器。その名の通り大型の扇風機で、上にはラチェットの顔があしらわれている。ゴーイングメリー号を吹き飛ばす事に成功するが、防衛システムのメカが引きずりこまれて大破した。
ゾウガメ君5号
移動用メカで、甲羅の上部にはラチェットの椅子がある。
鉄人君28号
戦闘用のパワードスーツ。武器は飛び出すパンチ・腹部のドリル。ルフィとの初戦で使用したが、「ゴムゴムの戦斧」で大破した。名前の元ネタは鉄人28号。
鉄人君32号
水陸両用大型メカ。下半身が船で上半身が人型ロボットになっている。ラチェット曰く「製作途中でもパワーは十分」とのことだが重さと地形ゆえに前進するはずが逆に後ろに引きずり込まれてしまい、ルフィに（外見を含めて）酷評された。
スーパーゾウガメ君
カメ型巨大メカ。ラチェットの最終兵器で、未完成ながらも力があるため、ルフィを踏み潰して追い詰めるものの、腕をゴムで伸ばした指で投げ返された挙句、「ゴムゴムのJETバズーカ」で吹き飛ばされた。

## スタッフ
- 製作 - 岡田裕介、高橋浩、山路則隆、亀山千広、関一由、竹内淳
- 原作 - 尾田栄一郎
- 企画 - 梅澤淳稔
- 脚本 - 伊藤正宏
- 音楽 - 田中公平、岩崎文紀
- 製作担当 - 藤岡和実
- 編集 - 後藤正浩
- 録音 - 渡辺絵里奈
- 効果 - 新井秀徳
- 撮影監督 - 高橋基、大西弘悟
- CG監督 - 西川和宏
- 美術監督 - 吉池隆司
- 色彩設計 - 塚田劭
- キャラクターデザイン・作画監督 - 井上栄作
- カラクリメカデザイン - 大河広行
- 作画監督補佐 - 三ツ井洋一、舘直樹、井出武生
- カラクリメカ作画監督 - 島貫正弘
- 監督 - 宇田鋼之介

## キャッチコピー
- デカいのキターーー!!
- どんどんデカくなるカラクリ仕掛けの巨敵を相手にルフィ海賊団大暴れ!!
- このカラクリ兵器の威力を思い知りなさい!! VSやんのかぁぁぁぁぁ!!!

## 主題歌
「サヤエンドウ」
作詞 - zopp / 作曲・編曲 - Shusui, Fredrik Hult, Jonas Engstrand, Ola Larsson / 歌 - NEWS

## 関連書籍
- アニメ・コミックス ONE PIECE THE MOVIE カラクリ城のメカ巨兵（2006年11月2日発売、ISBN 978-4088741727）